# Франц Ервайн фон Шьонборн-Визентхайд
Франц Ервайн Дамиан Йозеф фон Шьонборн-Визентхайд (на немски: Franz Ervein Damian Joseph, Graf von Schönborn-Wiesentheid) е граф на Шьонборн-Визентхайд в Бавария, немски колекционер, събирач на изкуство, и политик.

## Биография
Роден е на 7 април 1776 година в Майнц, Курфюрство Майнц. Той е син на граф Хуго Дамиан Ервайн фон Шьонборн-Визентхайд (1738 – 1817) и съпругата му графиня Мария Анна Терезия Йохана Валпургис Филипина фон Щадион (1746 – 1813), дъщеря на граф Хуго фон Щадион-Вартхаузен и Танхаузен (1720 – 1785) и фрайин Мария Анна Текла Валпургис Тереза Шенк фон Щауфенберг (1728 – 1799). Брат е на Франц Филип Йозеф (1768 – 1841), граф на Шьонборн-Буххайм, и Фридрих Карл Йозеф (1781 – 1849), граф на Шьонборн.
На 6 август 1806 г. през Наполеоновите войни Свещената Римска империя е прекратена. На 18 септември същата година баварските войски окупират графството Визентхайд. След това баща му Хуго Дамиан Ервайн се оттегля в своите собствености в Австрия.
От 1792 г. той следва право в университета във Вюрцбург. През 1802 г. се жени за графиня Фердинанда Изабела фон Вестфален цу Фюрстенберг. През 1811 г. се мести с фамилията си в Мюнхен. Една година по-късно, през 1812 г., се запознава с баварския трон-принц Лудвиг, започва да се занимава със събиране на изкуство и свързва контакти със значими хора на изкуството. Той има ранг на баварски генерал-майор.
След смъртта на съпругата му (1813) той се мести в дворец Гайбах (днес част от Фолках). Между 1800 и 1830 г. престроява двореца и го заобикаля с английски парк. Познава се с архитект Леополд фон Кленце. Сбирката му от изкуство е по неговото време, както тази на крал Лудвиг I, най-значимата в южно-германската територия.
Граф Шьонборн е от 1819 г. до смъртта си в Баварската камера на имперските съветници на Кралство Бавария и известно време е вице-президент на Имперския съвет. На 29 октомври 1831 г. Франц Ервайн фон Шьонборн-Визентхайд е номиниран за наследствен член на първата камера в Насау.
Умира на 5 февруари 1840 година във Франкфурт на Майн, Германски съюз, на 64-годишна възраст.

## Фамилия
Франц Ервайн фон Шьонборн-Визентхайд се жени на 29 юли 1802 г. за графиня Фердинанда Изабела фон Вестфален цу Фюрстенберг (* 19 октомври 1781, Хилдесхайм; † 11 август 1813, Визентхайд), дъщеря на Клеменс Август фон Вестфален цу Фюрстенберг, бургграф на Фридберг (1753 – 1818) и първата му съпруга графиня Мария Елеонора Антоанета Елизабет Валдбот фон Басенхайм (1757 – 1786). Те имат децата:
- Хуго Дамиан Ервайн фон Шьонборн-Визентхайд (* 25 май 1805; † 29 април 1865), женен на 1 май 1833 г. за графиня София фон и цу Елтц, наричана Фауст фон Щромберг (* 20 февруари 1814; † 24 декември 1902, Визентхайд)
- Мария Анна (* 31 януари 1809; † 26 юни 1856), омъжена в Хойзенщам, Хесен, на 15 януари 1840 г. за фрайхер Максимилиан фон Лое (* 15 януари 1801, Висен; † 5 май 1850, Гент)
- Клеменс Август Емерих фон Шьонборн-Визентхайд (* 8 октомври 1810, Гайбах; † 24 август 1877, Гайбах), женен във Виена на 20 октомври 1838 г. за графиня Ирена Батхиáни де Нéметужвáр (* 30 декември 1812, Офен; † 25 април 1891, Мюнхен)
- Франц Филип Дамиан фон Шьонборн-Визентхайд (* 27 юли 1813; †8 април 1844, Пресбург)